# 長田神社

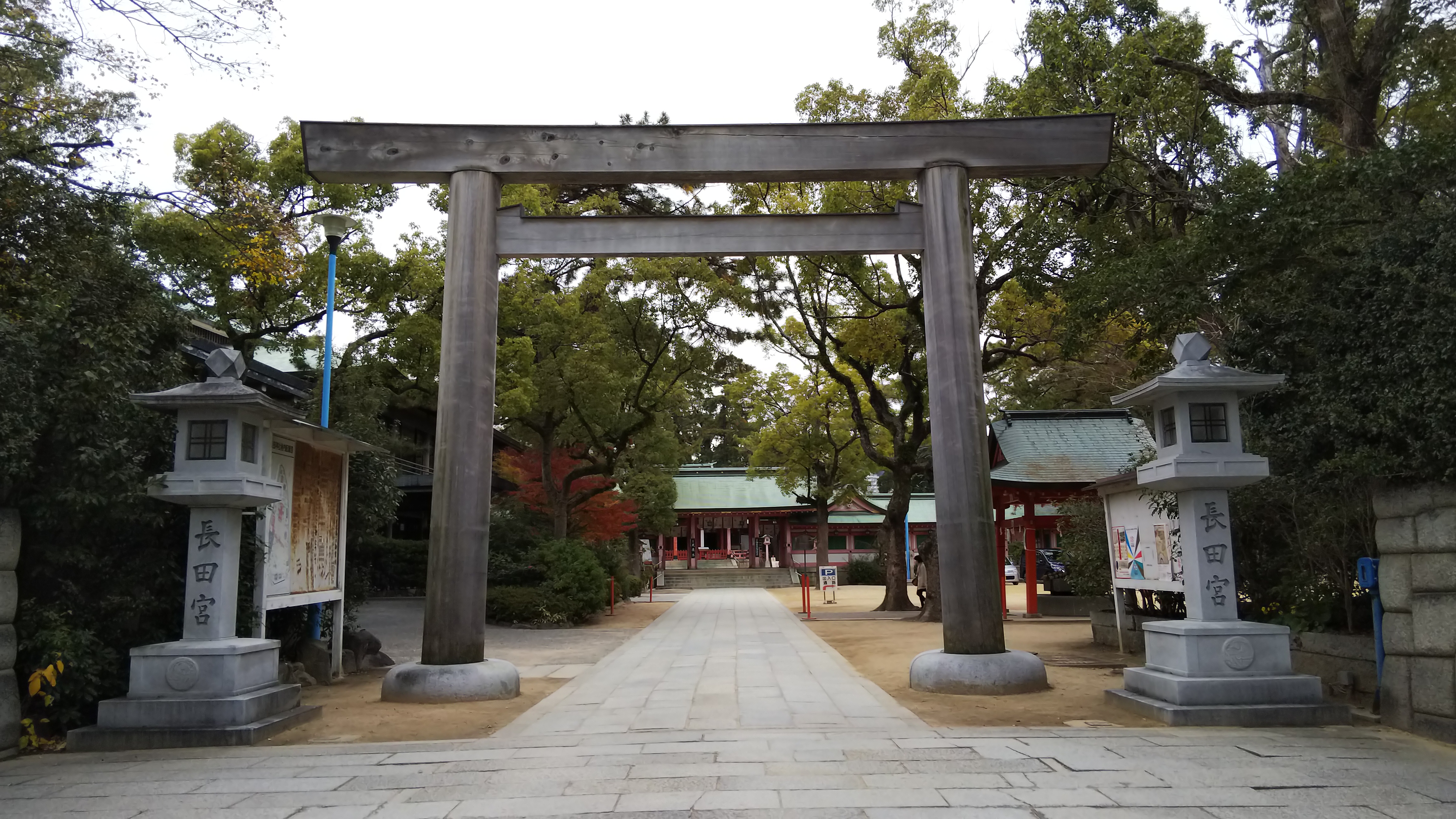
鳥居

長田神社（ながたじんじゃ）は、兵庫県神戸市長田区長田町に位置する神社。式内社（名神大社）で、旧社格は官幣中社。廣田神社・生田神社とともに神功皇后以来の歴史を持つ名社とされる。生田神社・湊川神社とともに神戸を代表する神社の一つ。

## 祭神
事代主神（於天事代於虚事代玉籤入彦厳之事代主神（あめにことしろそらにことしろたまくしいりひこいつのことしろぬしのかみ））を主祭神とする。本殿瑞垣内に天照大御神・応神天皇を祀る。

## 歴史

### 概史
『日本書紀』によると、神功皇后摂政元年（201年）2月、神功皇后が三韓征服後、新羅から難波に帰還する途中、武庫の水門（現在の駒ケ林あたりといわれる）で船が進まなくなったので占ったところ、事代主の神より「吾を長田国に祀れ」と神託を受け、創祀されたという。この由緒から、平成13年（2001年）には鎮座1800年を祝った。太古から長田神社と呼ばれていたが、長田社・長田宮・長田大明神・摂津本宮長田大明神とも呼ばれていた。
延喜式神名帳では名神大社、更に祈雨八十五座に列され、社に奉祀する神戸（かんべ）41戸によって護持されていた（『新抄格勅符抄』）。現在まで続く「神戸（こうべ）」の地名は、この神戸職に由来している。
文久2年（1862年）刊行の随筆『雲錦随筆』（暁晴翁（暁鐘成）・著）には長田神社の追儺式神事（鬼追い）についての著述が、鬼の挿絵とともに記載されている。
近代社格制度のもとで明治4年（1871年）に県社に列格し、その後明治18年（1885年）に明治天皇の西国巡幸の際、初めて官幣社に列し官幣小社に、明治29年（1896年）には官幣中社に昇格した。なお、社格昇格の経緯は同じ神戸市内の生田神社と同様・同時である。
平成7年（1995年）1月17日の阪神・淡路大震災では本殿こそ倒壊を免れたものの、大きな被害を受けた。参集殿は震災時、避難所となった。氏子以下の寄進等により、平成12年（2000年）夏に復旧した。現在は境内には鳩が放されている。かつては境内には数百の鶏が飼われており、外国人からは「チキンテンプル」と呼ばれていた。その由来から祈願の際には、境内に鶏を奉納したり、鶏の絵馬を捧げる風習があった。そしてかつては氏子は鶏肉や卵を一切食さない、また、婦女の歯を鶏の羽根を用いて染める風習があった。明治時代末期まで55代、約1000年にわたり大中家が代々神職を務めてきた。

### 神階
- 天安3年（859年）1月27日、従五位下勲八等から従四位下勲八等（『日本三代実録』）

### 御船山旧跡
旧西国街道から長田神社に至る参道の中ほど東方、新湊川沿いに碑石が立っている。明治時代の湊川改修のためかつての位置とは異なる。かつては30坪ほどの丘があり御船山もしくは御船の森と呼ばれており長田神社付属の土地である。伝説によれば、長田大神鎮座の際、神功皇后が御船具を埋めた場所とされており、黄金の船が埋まっているといわれている。近隣の町名、御船通はこの旧跡の伝説にちなんだものである。

## 文化財
重要文化財（国指定）
- 黒漆金銅装神輿（1969年6月20日指定）[3][4]

## 境内

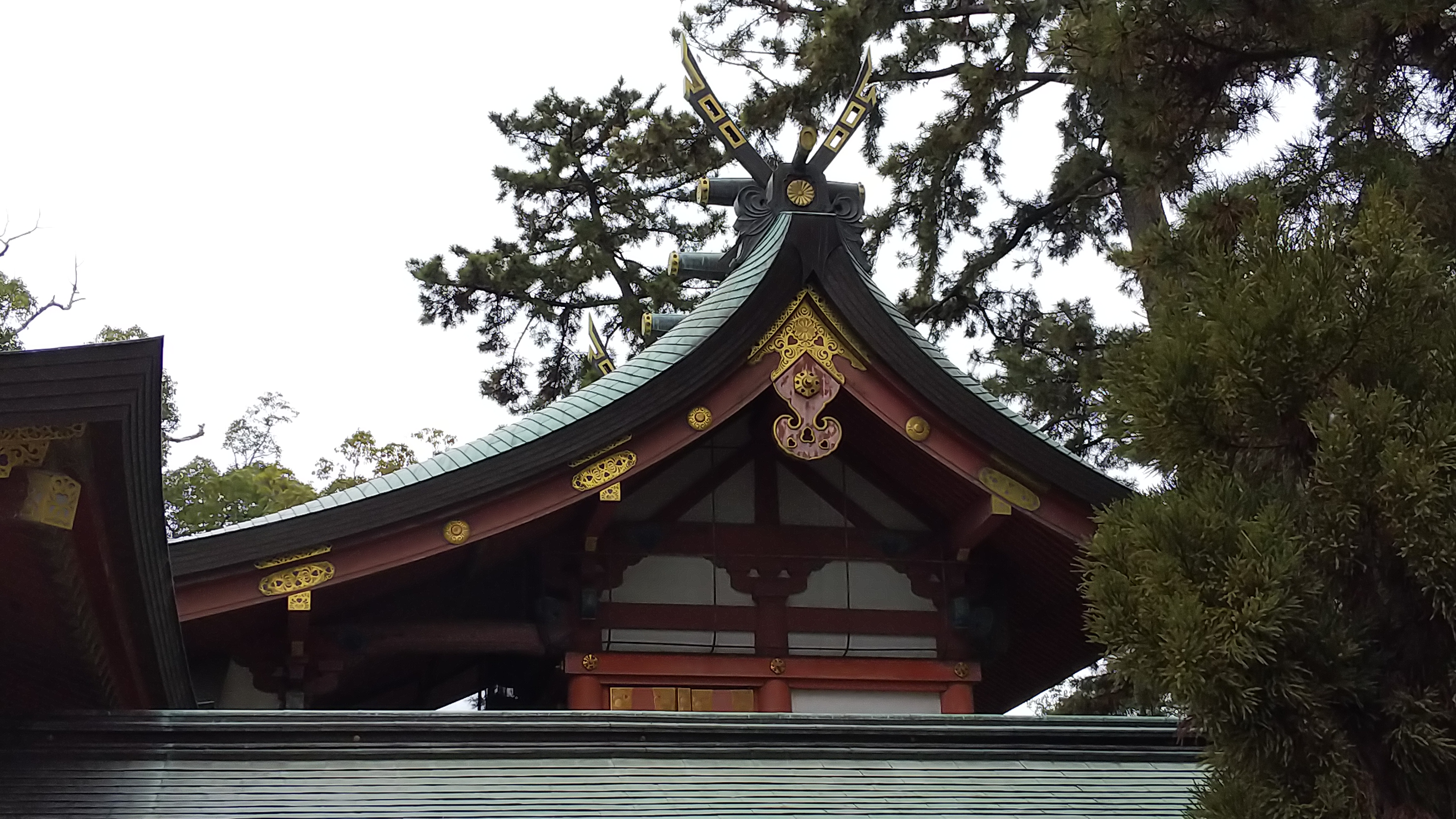
本殿
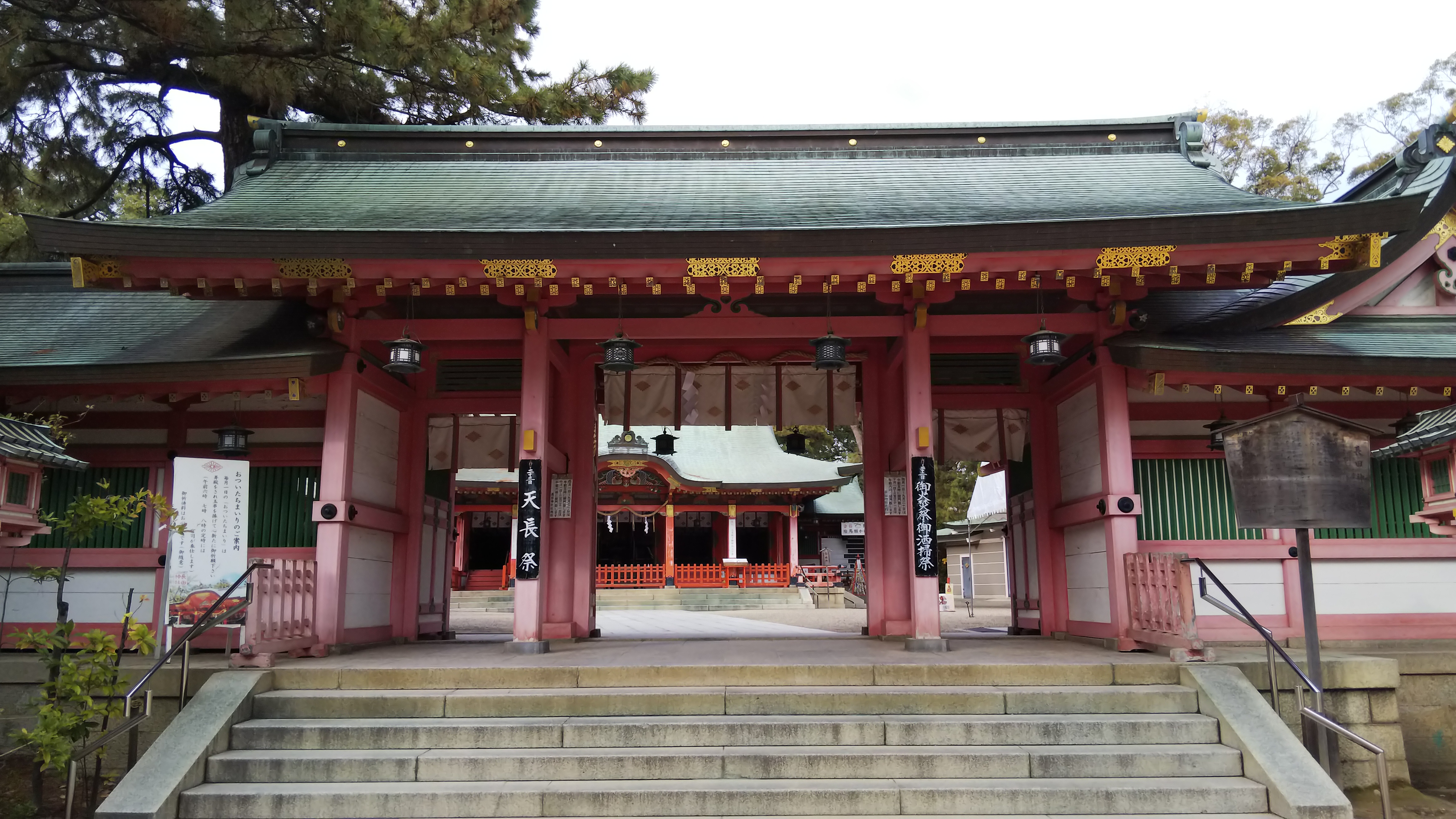
神門
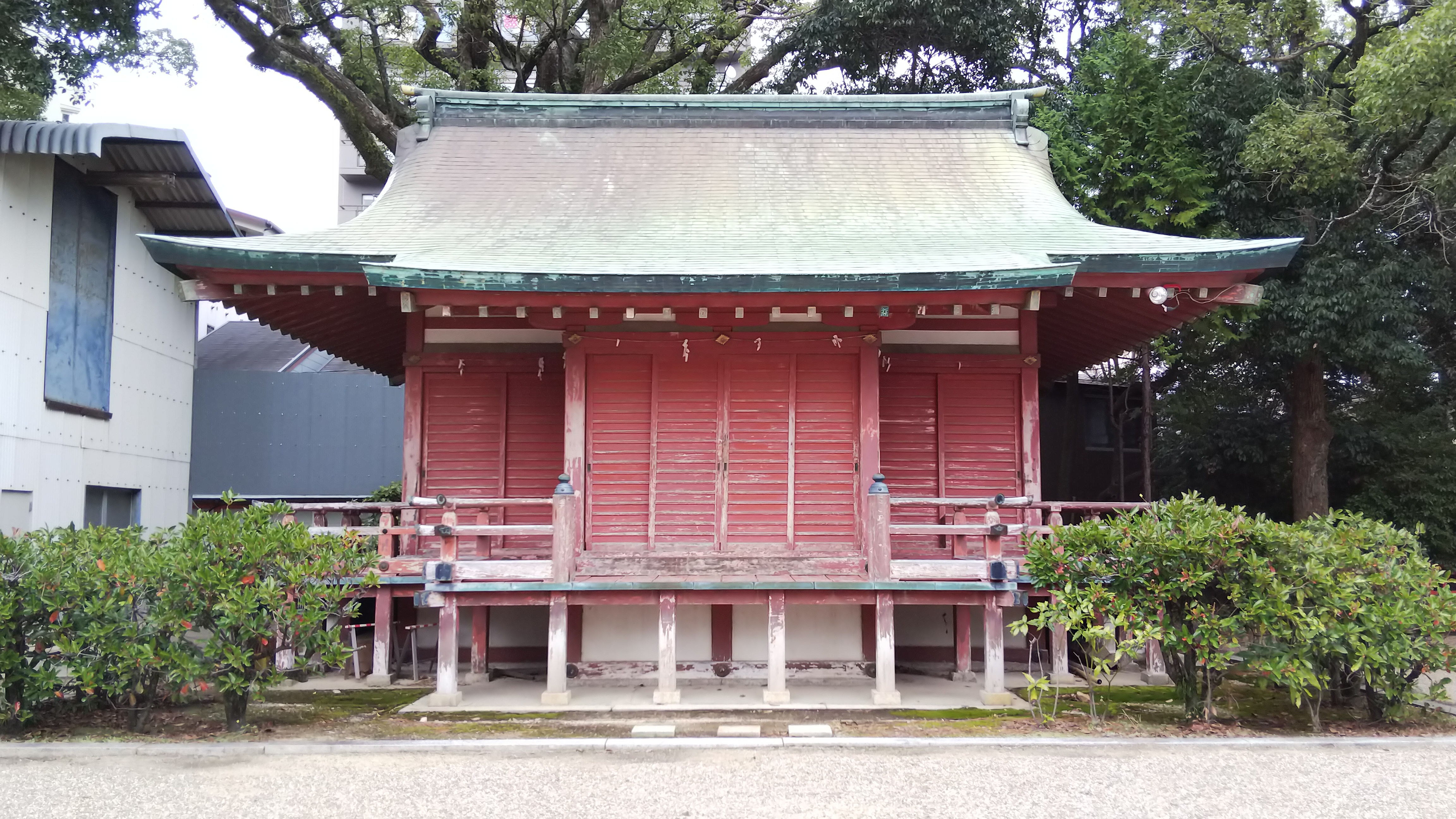
神楽殿
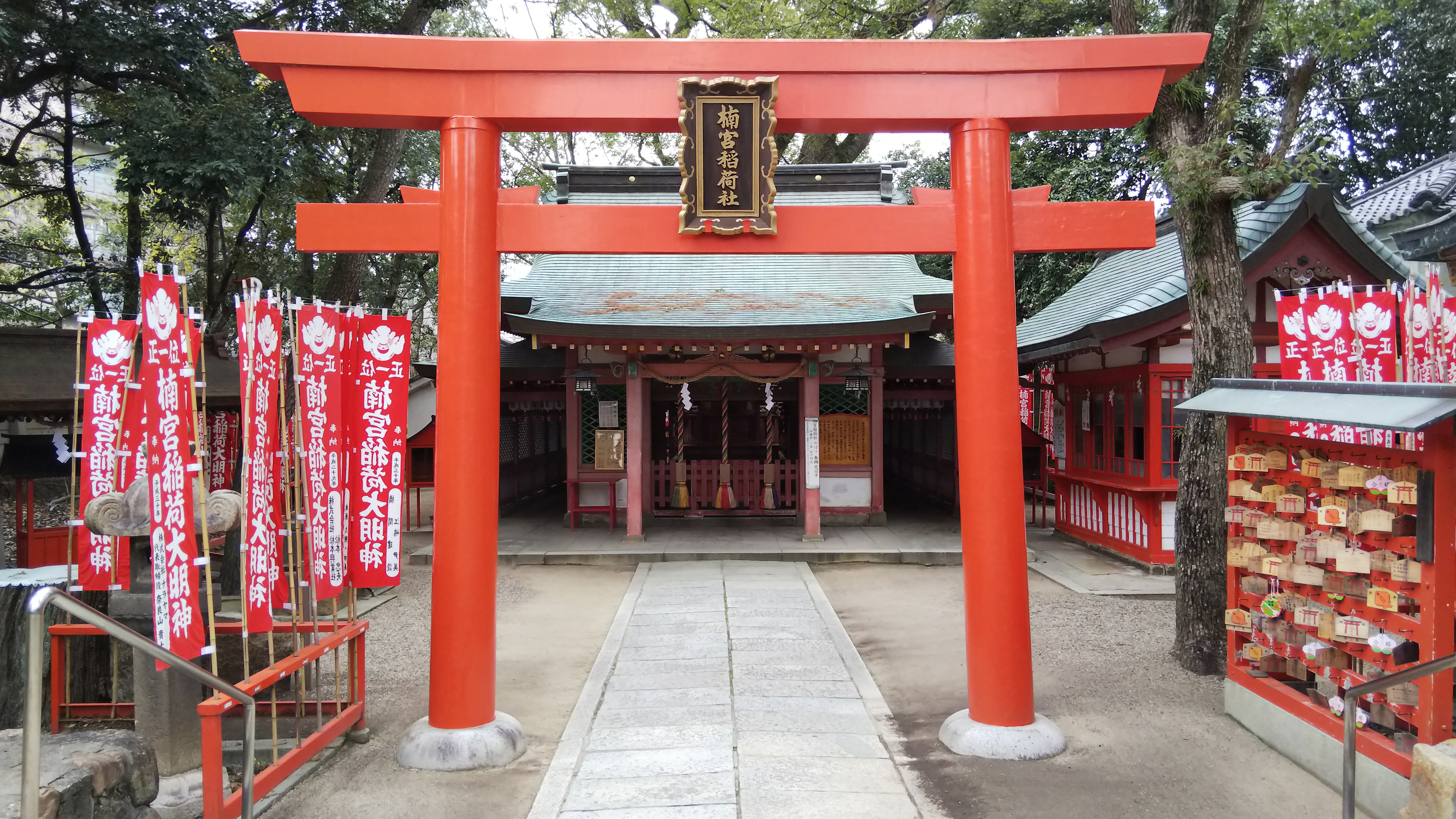
楠宮稲荷神社
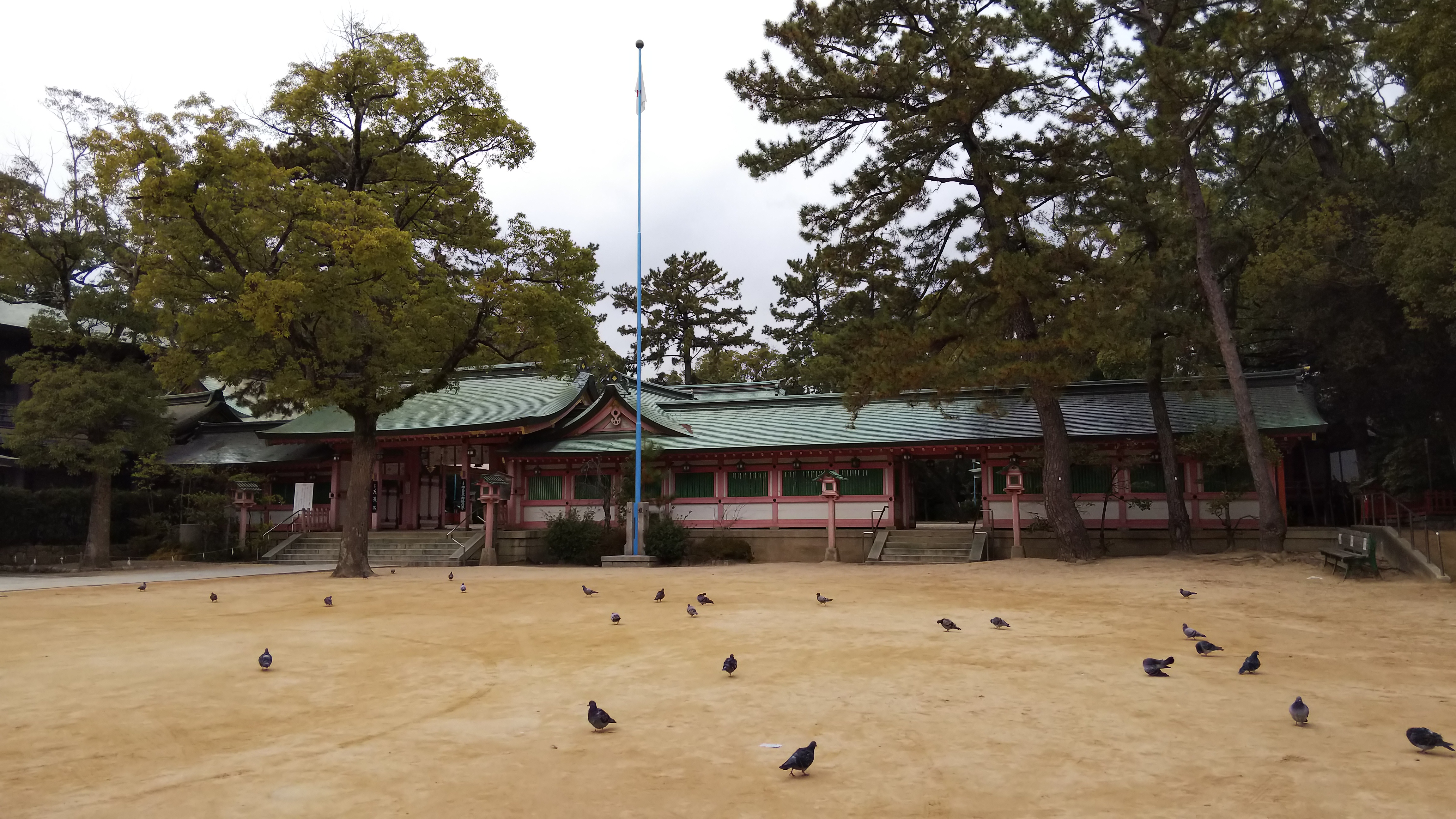
境内
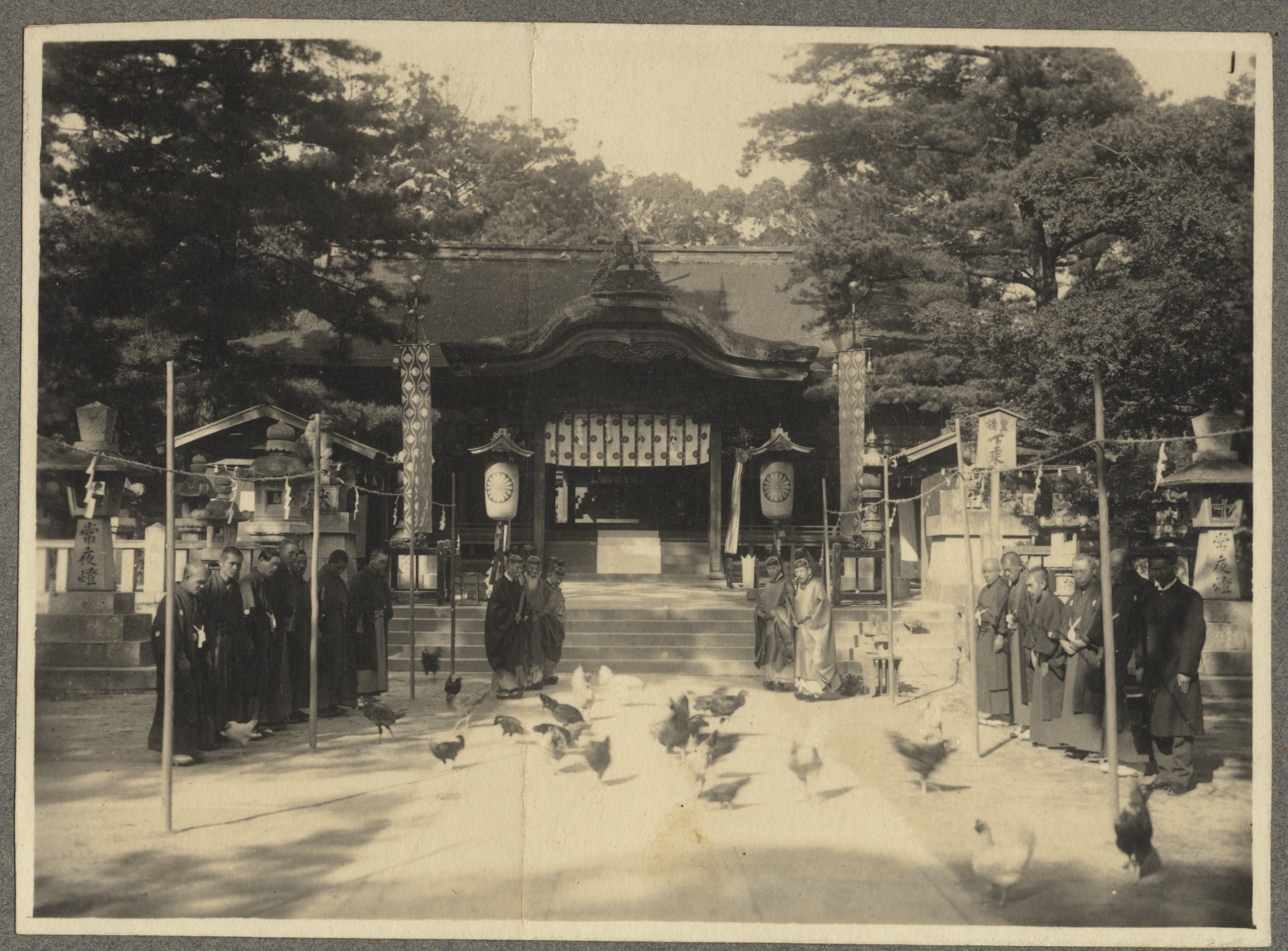
大正時代の本殿と境内の鶏

## 交通
- 高速長田駅（阪神神戸高速線）から北へ600m
- 長田駅 (神戸市営地下鉄)から北へ500m
- 神戸市バス　神戸駅・兵庫駅からの3・4系統、または新長田駅からの17系統で「長田神社前」で下車すぐ

地下鉄の長田駅は「長田（長田神社前）」と案内される。高速長田駅も同様。

## 周辺施設
- 長福寺

## 引用文献
1. ↑  長田神社・追儺神事、２０１２.7.29閲覧、http://nagatajinja.jp/html/index.html
2. ↑  暁　晴翁「雲錦随筆」吉川弘文館（日本随筆大成　巻2）、1927年,10頁
3. ↑  『国宝・重要文化財大全 別巻』（所有者別総合目録・名称総索引・統計資料）（毎日新聞社、2000）ほか諸資料
4. ↑  国指定文化財等データベース